# Emmesomyia oriens
Emmesomyia oriens är en tvåvingeart som beskrevs av Masayoshi Suwa 1974. Emmesomyia oriens ingår i släktet Emmesomyia och familjen blomsterflugor. Inga underarter finns listade i Catalogue of Life.